# Storia del pensiero evoluzionista
La prima traccia dell'idea di un'evoluzione biologica degli esseri viventi è la teoria sull'origine della vita attribuita ad Anassimandro di Mileto. Gli animali ebbero origine nell'acqua, dove erano tutti simili a pesci; con il tempo sono saliti sulla terraferma dove, liberati dalle scaglie, hanno continuato a vivere. Tale fu anche l'origine dell'uomo.
Con l'avvento del Cristianesimo, e fino almeno all'evo moderno, l'indagine scientifica fu dominata dall'impianto filosofico essenzialista di derivazione aristotelica, nel quale la possibilità stessa della conoscenza si fonda sulla fissità della specie; inoltre, l'evoluzione non si armonizza con la Genesi e non trova collocazione in un sistema di riferimento che considera le specie immutabili perché perfette, in quanto create ex nihilo da Dio. Nel XVII secolo, col riaffiorare delle antiche concezioni, la parola evoluzione cominciò ad essere utilizzata come riferimento a un'ordinata sequenza di eventi, particolarmente quando un risultato si trovava, in qualche modo, già dall'inizio contenuto all'interno di essa.
Nel XVIII secolo la storia naturale si sviluppò enormemente, mirando ad investigare e catalogare le meraviglie dell'operato di Dio. Le scoperte effettuate dimostrarono l'estinzione delle specie, che fu spiegata dalla teoria del catastrofismo di Georges Cuvier, secondo cui gli animali e le piante venivano periodicamente annientati a causa di catastrofi naturali per poi essere rimpiazzate da nuove specie create dal nulla. In contrapposizione ad essa, la teoria dell'Uniformitarismo di James Hutton, del 1785, ipotizzava un graduale sviluppo della Terra, il cui aspetto non era dovuto ad eventi catastrofici ma a un lento processo perpetuatosi attraverso gli eoni.
Dal 1796, Erasmus Darwin, nonno di Charles, avanzò delle ipotesi sulla discendenza comune affermando che gli organismi acquisivano "nuove parti" in risposta a degli stimoli e che questi cambiamenti venivano trasmessi alla loro discendenza; nel 1802 suggerì la selezione naturale. Nel 1809, Jean-Baptiste Lamarck sviluppò una teoria simile (l'"ereditarietà dei caratteri acquisiti"), la quale ipotizzava che tratti "necessari" venissero ereditati col passaggio da una generazione alla successiva. Queste teorie di trasmutazione furono sostenute in Gran Bretagna dai Radicali come Robert Edmond Grant. In questo periodo l'opera di Thomas Malthus, Saggio sul principio della popolazione, influenzò il libero pensiero mostrando come l'incremento della popolazione mondiale fosse correlato a un eccesso nelle risorse disponibili.
Varie teorie furono proposte per riconciliare la Creazione biologica con le nuove scoperte scientifiche, incluso l'attualismo di Charles Lyell secondo cui ogni specie aveva un suo "centro di creazione" ed era progettata per un particolare habitat il cui cambiamento portava inevitabilmente alla sua estinzione. Charles Babbage ritenne che Dio avesse creato le leggi per un programma divino che operava per la produzione delle specie e Richard Owen seguì Johannes Müller nel pensiero che la materia vivente avesse un'"energia organizzativa", una forza vitale (Lebenskraft) che, dirigendo lo sviluppo dei tessuti, determinava l'arco di vita degli individui e delle specie.

## Antichità

### Greci
Ipotesi secondo cui un tipo di animale, perfino l'essere umano, potesse discendere da altri tipi di animali erano state formulate dai filosofi greci Presocratici. Anassimandro di Mileto (610 - 546 a.C.) suppose che i primi animali vivessero in acqua, durante una fase umida del passato della Terra, e che i primi avi viventi a terra della razza umana dovevano essere nati in acqua, e aver passato solo una parte della loro vita sulla terraferma. Intuì anche che il primo umano della forma conosciuta oggi doveva essere stato il figlio di un altro tipo di animale, perché l'uomo ha bisogno di un lungo periodo di accudimento per raggiungere l'autonomia. Empedocle (490 - 430 a.C.); intuì che quello che noi chiamiamo nascita e morte degli animali sono solamente il mischiarsi e il separarsi degli elementi che formano "l'infinita tribù delle cose mortali". Più in particolare, i primi animali e le prime piante erano simili alle parti divise che formano quelli che vediamo oggi, qualcuna delle quali sopravvisse unendosi in differenti combinazioni, e poi mescolandosi di nuovo, finché "tutto riuscì come se fosse stato fatto di proposito, lì le creature sopravvissero, essendo accidentalmente composte in modo corretto". Altri filosofi diventarono più importanti nel Medioevo, fra cui Platone, Aristotele, ed esponenti della scuola stoica di filosofia, credevano che le specie di tutte le cose, non solo viventi, fossero state stabilite da un progetto divino.
Epicuro (341-270 a.C.) ha anticipato l'idea della selezione naturale. Il filosofo romano e atomista Lucrezio (99 -55 a.C.) espone queste idee nel suo poema De rerum natura (Sulla natura delle cose). Nel sistema Epicureo, si è ipotizzato che molte specie siano state generate spontaneamente da Gea in passato, ma che solo le forme più funzionali siano sopravvissute e abbiano avuto progenie. Gli epicurei non sembrano aver anticipato l'intera teoria dell'evoluzione come la conosciamo oggi, ma sembra che abbiano postulato una teoria abiogenetica separata per ciascuna specie, piuttosto che postulare un singolo evento abiogenetico con la differenziazione delle specie a partire da uno o più organismi progenitori originari.

### Cinesi
Antichi pensatori cinesi come Zhuang Zhou (369 -286 a.C.), un filosofo taoista, hanno espresso varie idee su come le specie biologiche si siano diversificate. Secondo Joseph Needham, il Taoismo nega esplicitamente la fissità delle specie biologiche, e filosofi taoisti ipotizzano che le specie abbiano sviluppato diversi attributi in risposta ad ambienti differenti. Il Taoismo insegna che gli esseri umani, la natura e il cielo sono in uno stato di "trasformazione costante" noto come il Tao, una visione della natura in contrasto con quella più statica tipica del pensiero occidentale.

### Romani
Il poema di Lucrezio De rerum natura fornisce la migliore spiegazione superstite del pensiero dei filosofi epicurei greci. Esso descrive lo sviluppo del cosmo, la Terra, gli esseri viventi, e la società umana attraverso meccanismi puramente naturalistici, senza alcun riferimento al coinvolgimento soprannaturale. De rerum natura potrebbe aver influenzato le speculazioni cosmologiche ed evolutive di filosofi e scienziati durante e dopo il Rinascimento. Il suo punto di vista è in forte contrasto con le opinioni di filosofi romani della scuola stoica come Cicerone, Seneca (4 a.C. - 65 d.C.), e Plinio il Vecchio (23 -79 d.C.) che avevano una visione fortemente teleologica del mondo naturale che ha influenzato la teologia cristiana. Cicerone riporta che la visione peripatetica e stoica della natura riguarda fondamentalmente il produrre vita "capace di sopravvivere nel migliore dei modi", cosa data per scontata tra l'élite ellenistica.

#### Agostino d'Ippona

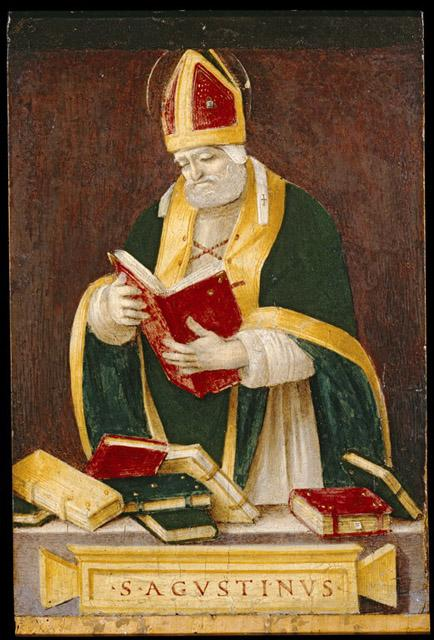
Sant'Agostino d'Ippona in un dipinto di Filippino Lippi

In linea con il precedente pensiero greco, il vescovo e teologo del IV secolo, Agostino di Ippona, scrisse che la storia della creazione nel libro della Genesi, non doveva essere letta troppo alla lettera. Nel suo libro De Genesi ad litteram ("Sul significato letterale della Genesi"), ha dichiarato che in alcuni casi le nuove creature potrebbero essersi originate attraverso la "decomposizione" di precedenti forme di vita. Per Agostino — a differenza di quelle che considerava le forme teologicamente perfette degli angeli, il firmamento e l'anima umana — le "piante, uccelli e la vita animale non sono perfetti… ma creati in uno stato di potenzialità". L'idea di Agostino che le forme di vita siano state trasformate "lentamente nel corso del tempo" ha spinto padre Giuseppe Tanzella-Nitti, docente di teologia presso la Pontificia Università della Santa Croce di Roma, a sostenere che Agostino abbia suggerito una forma di evoluzione.
Henry Fairfield Osborn scrisse in From the Greeks to Darwin (1894):
"Se l'ortodossia di Agostino fosse rimasta una dottrina della Chiesa, la scoperta dell'evoluzione sarebbe avvenuta molto prima di quanto non abbia fatto, certamente nel corso del XVIII invece del XIX secolo, e la controversia su questa verità della Natura non sarebbe mai sorta… Chiaramente la creazione diretta o istantanea di animali e piante sembrava essere insegnata dalla Genesi, Agostino lesse questo alla luce del nesso di causalità primaria e il graduale sviluppo da imperfetto a perfetto spiegato da Aristotele. Questo influente insegnante ha così tramandato ai suoi seguaci pareri strettamente conformi alle vedute progressiste di questi teologi del nostro tempo che hanno accettato la teoria evoluzione."
In Storia della lotta della scienza con la teologia nella cristianità (A History of the Warfare of Science with Theology in Christendom, 1896), dove Andrew Dickson White scrisse sui tentativi di Agostino di preservare l'antico approccio evolutivo alla creazione:
"Per secoli una dottrina largamente accettata era che l'acqua, la sporcizia, e le carogne avevano ricevuto il potere dal Creatore per generare vermi, insetti, e una moltitudine di piccoli animali; e questa dottrina era stata accolta con particolare favore da Sant'Agostino e molti dei padri fondatori, in quanto solleva l'Onnipotente dal creare, Adamo dal nominare, e Noè dal vivere nell'arca con queste innumerevoli specie disprezzate."
In De Genesi contra Manichæos, Agostino dice: "Supporre che Dio creò l'uomo dalla polvere con le mani è molto infantile… Dio non plasmò l'uomo con le mani né soffiò su di lui con la gola e le labbra…" Agostino suggerisce in altri lavori la sua teoria dello sviluppo degli insetti dalle carogne, e l'adozione della vecchia teoria dell'evoluzione, mostrando che "alcuni animali molto piccoli non possono essere stati creati nei giorni quinto e sesto, ma possono essere stati originati in seguito dalla putrefazione della materia." Per quanto riguarda l'agostiniana De Trinitate ("Sulla Trinità"), Andrew White ha scritto che Agostino "…sviluppa finalmente l'idea che dietro la creazione di esseri viventi c'è qualcosa di simile a un'evoluzione, di cui Dio è l'autore ultimo, che opera attraverso le cause seconde; e, infine, sostiene che alcune sostanze sono dotate da Dio del potere di produrre alcune classi di piante e animali."

## Medioevo

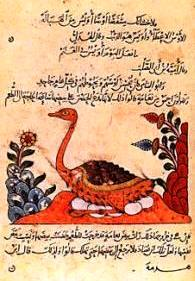
Una pagina del Kitāb al-Hayawān (libro degli animali) di Al-Jāḥiẓ

### La filosofia islamica e la lotta per l'esistenza
Anche se le idee evolutive di greci e romani si estinsero in Europa dopo la caduta dell'Impero romano d'Occidente, non furono abbandonate dai filosofi e scienziati islamici. Nell'Epoca d'oro islamica, dall'VIII al XIII secolo, i filosofi esplorarono nuove idee nel campo della storia naturale, quali la trasmutazione dal non vivente al vivente: "dal minerale al vegetale, dalla pianta all'animale, e dall'animale all'uomo."
 Nel mondo islamico medievale, lo studioso al-Jahiz (776 -868) scrisse un libro sugli animali nel IX secolo, dove descrive la catena alimentare.
Nel 1377 Ibn Khaldun scrisse il Muqaddimah in cui afferma che gli esseri umani si sono sviluppati dal "mondo delle scimmie", in un processo attraverso il quale "le specie diventano più numerose". Alcuni dei suoi pensieri, secondo alcuni commentatori, anticipano la teoria biologica dell'evoluzione. Nel primo capitolo si legge: "Il mondo con tutte le cose in esso create ha un certo ordine e la sua solida costruzione mostra nessi tra cause ed effetti, combinazioni fra alcune parti della creazione ed altre, trasformazioni di alcune cose esistenti in altre, in uno straordinario reticolo senza fine. "

### Filosofia cristiana e la grande catena dell'essere

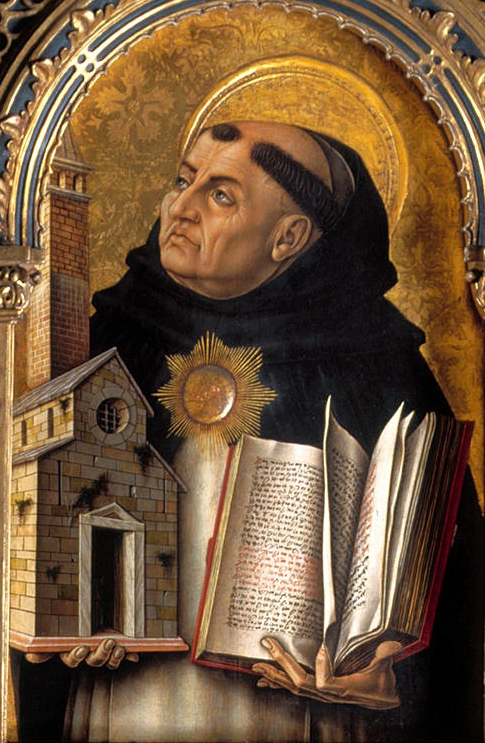
Tommaso d'Aquino in un dipinto di Carlo Crivelli

Durante il Medioevo, la cultura classica greca decadde in Occidente. Tuttavia, il contatto con il mondo islamico, dove i manoscritti greci erano stati conservati e ampliati, ben presto portò a un'ondata massiccia di traduzioni latine nel XII secolo, che re-introdussero in Europa le opere greche, nonché quelle del pensiero islamico.
La maggior parte dei teologi cristiani credeva che il mondo fosse progettato secondo una gerarchia immutabile, la grande catena dell'essere o scala naturae, che influenzò il pensiero della civiltà occidentale per secoli.
Altri teologi erano più aperti alla possibilità che il mondo si fosse sviluppato attraverso processi naturali. Tommaso d'Aquino si spinse oltre il pensiero di Agostino d'Ippona nel sostenere che i testi sacri come la Genesi non dovessero essere interpretati in modo letterale, poiché ciò si poneva in conflitto con quello che i filosofi naturali avevano imparato sul funzionamento del mondo naturale, e li vincolava dallo scoprire nuove cose. L'Aquinate pensava che l'autonomia della natura fosse un segno della bontà di Dio, e che non vi era alcun conflitto tra il concetto di un universo divinamente creato, e l'idea che l'universo si potesse essere evoluto nel tempo attraverso meccanismi naturali. Tuttavia, Tommaso contestava i sostenitori di Empedocle, che sostenevano che l'universo avrebbe potuto svilupparsi anche senza un obiettivo di fondo.

## Rinascimento e Illuminismo

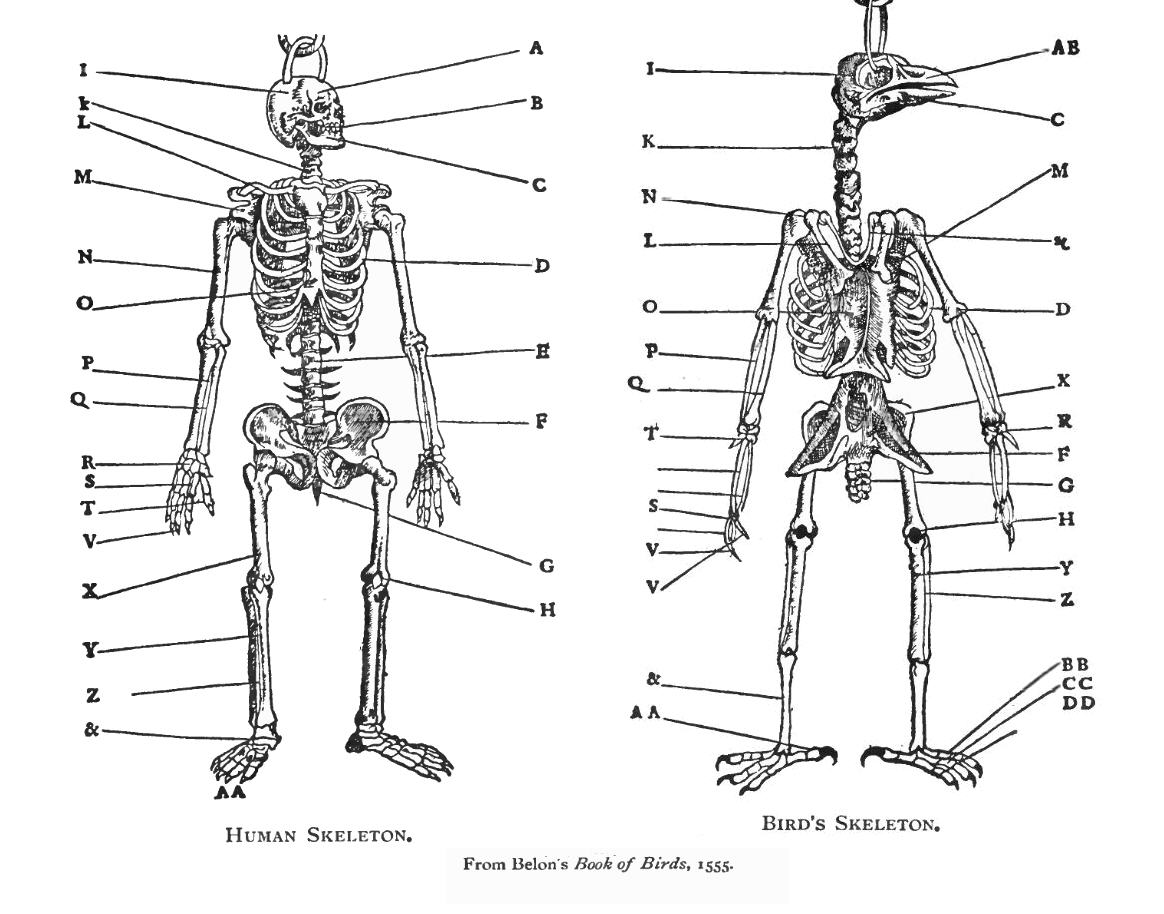
Comparazione di uno scheletro umano con uno scheletro di uccello ad opera di Pierre Belon

Nella prima metà del XVII secolo, la filosofia meccanica di René Descartes incoraggiò l'uso della metafora dell'universo come macchina, un concetto che avrebbe caratterizzato la rivoluzione scientifica. Tra il 1650 e il 1800, alcuni naturalisti, come Benoît de Maillet, produssero teorie che sostenevano che l'universo, la Terra, e la vita, si erano sviluppati meccanicamente, senza una guida divina. Nel 1751 Pierre Louis Maupertuis virò verso un'idea più materialista, scrivendo che le modifiche naturali si verificano durante la riproduzione e si accumulano nel corso di molte generazioni, producendo razze e specie nuove; una descrizione che ha anticipato il concetto di selezione naturale.
La parola evoluzione (dal latino evolutio, "srotolare, svolgere") è stata inizialmente utilizzata in riferimento allo sviluppo embrionale; il suo primo impiego in relazione allo sviluppo della specie è venuto nel 1762, quando Charles Bonnet la ha utilizzata per il suo concetto di "pre-formazione", in cui le donne portavano una forma in miniatura di tutte le generazioni future. Il termine ha poi guadagnato gradualmente il significato più generale di crescita o sviluppo progressivo.
Più tardi nel XVIII secolo, il filosofo francese Georges-Louis Leclerc, conte di Buffon, uno dei più importanti naturalisti del tempo, ha suggerito che le specie erano in realtà solo delle varietà ben delineate, prodotte dalle modifiche, dovute a fattori ambientali, di un organismo originale. Ad esempio, credeva che leoni, tigri, leopardi e gatti di casa potessero avere tutti un antenato comune. Leclerc ha inoltre ipotizzato che le circa 200 specie di mammiferi conosciute in quel periodo potessero essere derivate da solo 38 forme animali originali. Le idee evolutive del conte erano però limitate; credeva che ciascuna delle forme originali fossero sorte per generazione spontanea e che ognuno fosse stata modellata da "muffe interne" che limitavano la quantità di cambiamenti possibili. Le opere di Buffon, Histoire Naturelle (1749-1789) e Époques de la nature (1778), contengono teorie ben sviluppate sull'origine materialista della Terra; la sua messa in discussione della fissità della specie è stata estremamente influente.
Un altro filosofo francese, Denis Diderot, scrive che le cose viventi possono essere sorte per generazione spontanea, e che le specie sono in uno stato di costante evoluzione attraverso un processo in cui nuove forme di vita sorgono continuamente, e possono sopravvivere o meno in base al caso; un'idea che può essere considerata un'anticipazione parziale della teoria della selezione naturale. Tra il 1767 e il 1792, James Burnett, Lord di Monboddo, incluse nei suoi scritti, non solo il concetto che l'uomo era disceso dai primati, ma anche che, in risposta all'ambiente, le creature avevano trovato metodi di trasformare le loro caratteristiche in lunghi intervalli di tempo. Il nonno di Charles Darwin, Erasmus Darwin, pubblicò Zoonomia (1794-1796), dove suggerì che "tutti gli animali a sangue caldo sono sorti da un filamento vivente". Nel suo poema Tempio della Natura (1803), Erasmus ha descritto il progredire della vita dai minuscoli organismi viventi nel fango fino a giungere alla biodiversità moderna.

## La nascita della teoria di Darwin
All'Università di Edimburgo, durante gli studi, Charles Darwin fu coinvolto direttamente negli sviluppi della teoria evoluzionistica di Robert Edmund Grant, ispirata dalle idee di Erasmus Darwin e Lamarck. In seguito, all'Università di Cambridge, i suoi studi di teologia lo convinsero ad accettare le considerazioni di William Paley sul "disegno" di un Creatore, mentre il suo interesse nella storia naturale aumentò grazie al botanico John Stevens Henslow e al geologo Adam Sedgwick, entrambi fermamente credenti in una creazione divina e nell'antico uniformismo della terra.

Durante il viaggio del Beagle, Darwin si convinse della fondatezza dell'attualismo di Lyell e cercò di conciliare le varie teorie creazionistiche con le prove che riuscì ad evidenziare. Al suo ritorno, Richard Owen dimostrò che i fossili che Darwin aveva trovato, appartenevano a specie estinte mostranti relazioni con delle specie viventi in alcune località. John Gould rivelò con sorpresa che gli uccelli completamente diversi ritrovati nelle Isole Galápagos erano, in realtà, 13 specie diverse di fringuelli (conosciuti ora, volgarmente in tutto il mondo, come i Fringuelli di Darwin). 

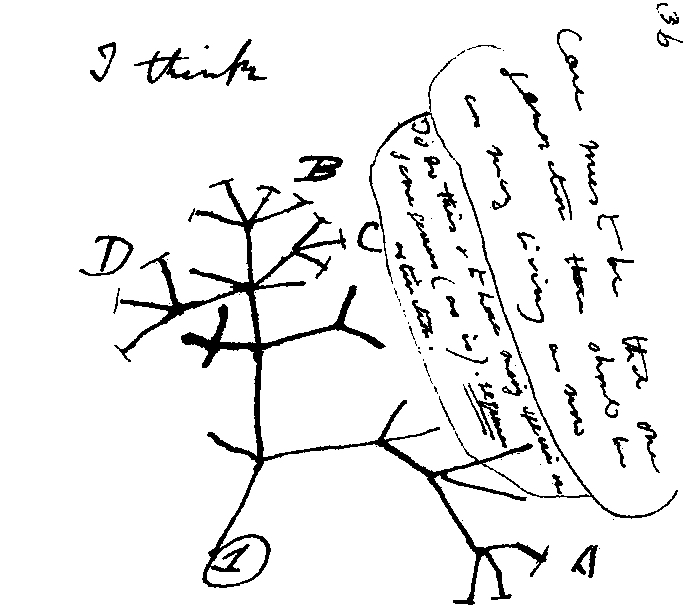
Schizzo di un albero filogenetico disegnato da Darwin negli appunti preparatori del suo First Notebook on Transmutation of Species (1837)

Dagli inizi del 1837 Darwin meditò sulla trasmutazione in una serie di appunti segreti. Si occupò inoltre della selezione artificiale delle razze domestiche, consultando William Yarrell e leggendo un opuscolo scritto da un amico, Sir John Sebright, il quale commentava come "con un severo inverno, o una scarsità di cibo, attraverso l'uccisione degli individui deboli e malaticci, si avessero tutti i migliori effetti della più abile selezione". Nel 1838, in uno zoo, vide per la prima volta una scimmia antropomorfa: il bizzarro comportamento di un orango lo impressionò per la somiglianza con quello di un "bambino dispettoso" e, dalla sua esperienza sui nativi della Terra del Fuoco, lo portò a pensare che non ci fosse poi un grande abisso tra gli uomini e gli animali, a dispetto della dottrina teologica che considera solo la specie umana possedente un'anima.
Nel tardo settembre del 1838 Darwin cominciò a leggere la sesta edizione del Saggio sul principio della popolazione di Malthus, con la quale ricordò la dimostrazione statistica secondo cui la popolazione umana, riproducendosi al di sopra dei propri mezzi, competesse per la sopravvivenza. In questo periodo tentò di applicare per primo questi principi alle specie animali. Darwin applicò nella sua ricerca il pensiero liberista sulle leggi di Natura, considerando la pura lotta per la vita priva di sostegni esterni. Dal dicembre 1838 intravide una somiglianza tra il concetto della selezione artificiale e la Natura Malthusiana che selezionava, attraverso il cambiamento, le varianti da eliminare, in modo che ogni parte delle nuove strutture acquisite fosse pienamente pratica e perfetta.